# Ikoma Ienaga
Ikoma Ienaga est un nom japonais traditionnel ; le nom de famille (ou le nom d'école), Ikoma, précède donc le prénom (ou le nom d'artiste).
Ikoma Ienaga (生駒 家長, mort en 1607) est un samouraï de la fin de l'époque Sengoku au début de l'époque d'Edo de l'histoire du Japon, au service du clan Oda. Il est le frère de Kitsuno, concubine d'Oda Nobunaga.

## Source de la traduction
- (en) Cet article est partiellement ou en totalité issu de l’article de Wikipédia en anglais intitulé « Ikoma Ienaga » (voir la liste des auteurs).